# Halles Saint-Géry
 (octobre 2023).
Si vous disposez d'ouvrages ou d'articles de référence ou si vous connaissez des sites web de qualité traitant du thème abordé ici, merci de compléter l'article en donnant les références utiles à sa vérifiabilité et en les liant à la section « Notes et références ».
Les Halles Saint-Géry (en néerlandais : Sint-Gorikshallen) sont un ancien marché couvert situé sur la place Saint-Géry, au centre de Bruxelles. Aujourd’hui, les salles accueillent des événements et des expositions temporaires.

## À l'origine: l'île Saint-Géry
C’est à cet endroit que se trouvait la plus grande île formée par la Senne, l’île Saint-Géry nommée en souvenir de saint Géry, évêque de Cambrai qui y aurait bâti une chapelle vers l’an 580. La chapelle, devenue église Saint-Géry, accueille au Xe siècle les reliques de sainte Gudule morte deux siècles plus tôt, elles seront plus tard transférées dans l’ancienne église Saint-Michel qui deviendra la cathédrale Saints-Michel-et-Gudule.
C’est là également que la tradition situe l’emplacement du premier castrum des ducs de Lotharingie qui marque au Xe siècle la naissance de la ville de Bruxelles mais dont aucun vestige n'a été retrouvé.

## XVIIIesiècle, place publique
À la fin du XVIIIe siècle, sous le régime révolutionnaire français, l’église gothique de la fin du Moyen Âge qui avait remplacé l'église primitive est rasée. À son emplacement, la Ville de Bruxelles aménage une place publique au centre de laquelle est installée une fontaine, surmontée d’un obélisque datant de 1767, récupérée de la cour de l’abbaye de Grimbergen.

## XIXesiècle, marché couvert
Le lieu est utilisé comme place de marché tout au long du siècle suivant ; il est finalement décidé d’y construire un marché couvert. Œuvre de l’architecte Adolphe Vanderheggen, le bâtiment est inauguré en 1882. Le bâtiment de style néorenaissance flamande est un remarquable exemple architectural de la conception de halles. L’intérieur, qui inclut l’ancienne fontaine, comportait quatre rangées de doubles étals de pierre bleue. La structure de l’édifice est métallique.
Le marché Saint-Géry prospère ensuite jusqu’au lendemain de la Seconde Guerre mondiale. Délaissé ensuite par les commerçants, il est finalement fermé en 1977. Le quartier pourtant proche du centre-ville périclite, de nombreuses maisons sont à l’abandon.

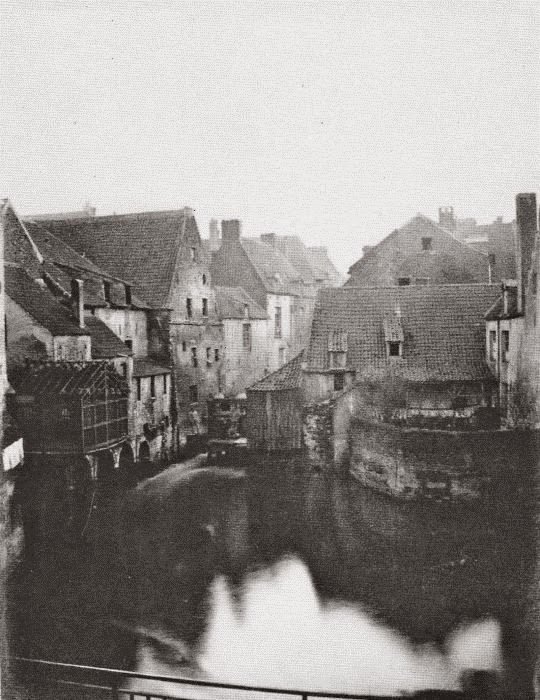
L'Île Saint-Géry en 1867.
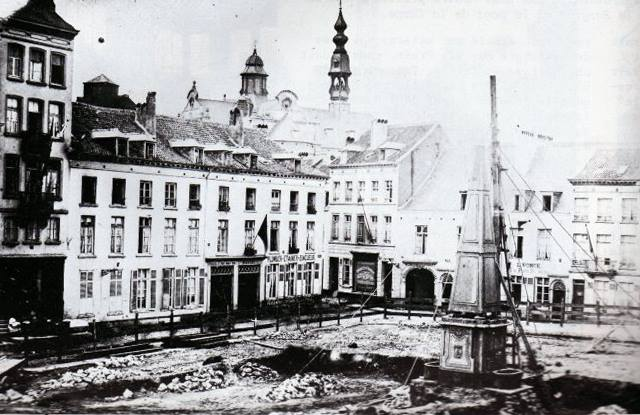
Début de la construction, l'obélisque est déjà présent.
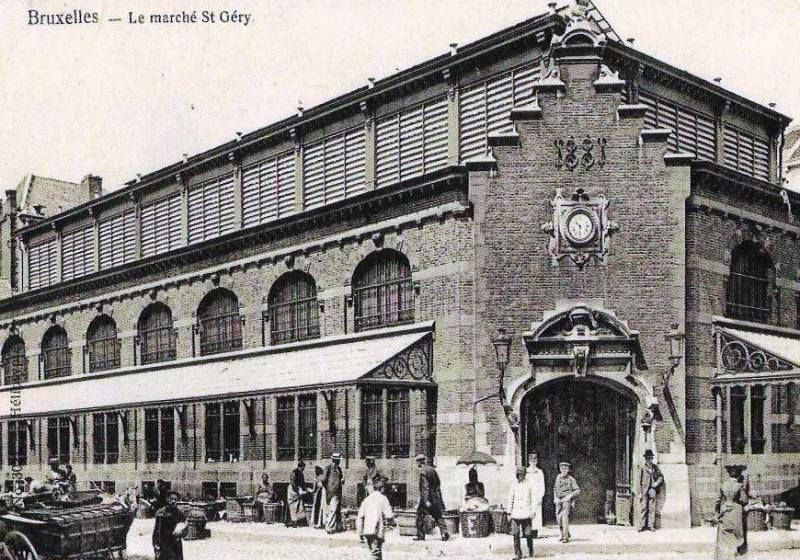
Le 'Marché Saint-Géry' en 1890.

## Renaissance

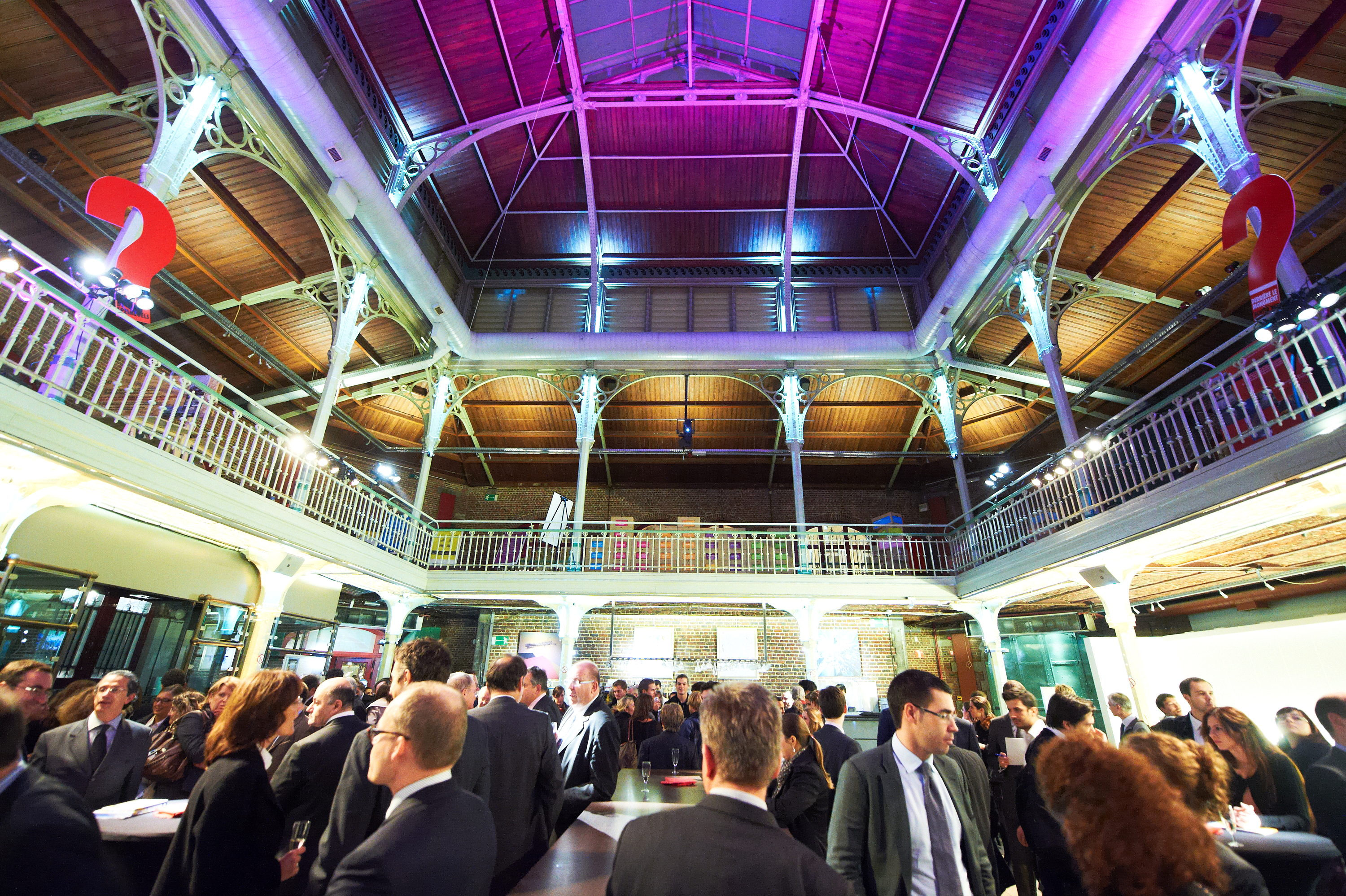
Le Parti populaire européen le 18 novembre 2011.

Malgré un classement du bâtiment en 1987 et plusieurs tentatives de réaffectation commerciales ou culturelles sans lendemain, il faut plus de vingt ans pour que les halles bénéficient d’une réhabilitation définitive.
Depuis 1999 les Halles Saint-Géry sont occupées par un centre d’information consacré au patrimoine bruxellois et à la qualité de vie de ses habitants. De nombreuses expositions y sont organisés.